# Liste der Bodendenkmale in Wahrenholz
In der Liste der Bodendenkmale in Wahrenholz sind alle Bodendenkmale der niedersächsischen Gemeinde Wahrenholz aufgelistet. Die Quelle ist der Denkmalatlas Niedersachsen. Der Stand der Liste ist der 15. August 2024.

## Allgemein
In den Spalten finden sich folgende Informationen des Bodendenkmales :
- Lage        : geographische Koordinaten
- Bezeichnung : Bezeichnung lt. Denkmalatlas
- Beschreibung: Beschreibung lt. Denkmalatlas
- ID          : Objekt-ID
- Bild        : Bild, ggf. zusätzlich mit Link zu weiteren Fotos im Medienarchiv Wikimedia Commons.

## Wahrenholz
| Lage                         | Bezeichnung        | Beschreibung | ID       | Bild           |
| ---------------------------- | ------------------ | --- | -------- | -------------- |
| 52° 36′ 57″ N, 10° 36′ 26″ O | Wahrenholz 2, Burg | Die Burg Wahrenholz wurde am Fluss Ise auf einem Schwemmsandhügel als sächsischer Ringwall mit einer Holz-Erde-Mauer erbaut. Im Graben gefundene Konstruktionsbalken lassen vermuten, dass der mit einer Kastenkonstruktion errichtete Wall sehr wahrscheinlich mehrphasig war. Sicher zweiphasig ist der Ringgraben, bei dem ein näher am Wall gelegener Graben von 2,2 m Breite und 6 m Tiefe durch einen 9-10 m breiten und 0,8 m tiefen Graben überschnitten wurde. | 28941843 | Weitere Bilder |